# Китайско-танзанийские отношения
Китайско-танзанийские отношения — настоящие и исторические международные дипломатические, политические, экономические, военные, культурные и прочие отношения между Китаем и Танзанией.
Китай установил дипломатические отношения с Танганьикой и Занзибаром 9 декабря 1961 года и 11 декабря 1963 года соответственно. Когда 26 апреля 1964 года Танганьика и Занзибар объединились и стали Танзанией, Китай расширил с ней дипломатические отношения.
Танганьика стала десятым африканским государством, признавшим Китайскую Народную Республику в 1964 году, и первым, сделавшим это через несколько дней после обретения независимости. Военные и политические волнения 1960-х годов на материковой части Танзании и Занзибаре ещё больше укрепили связи между двумя странами. 12 января 1964 года Занзибарская революция резко усилила влияние Китая на острове, поскольку Китай быстро признал новый режим и предоставил помощь в целях развития и военную помощь. Кроме того, мятеж в армии Танганьики 19 января 1964 года побудил президента Ньерере запросить внешнюю военную помощь для восстановления его армии, на что первыми ответили китайцы, которые стали основными поставщиками военной помощи Народным силам обороны Танзании. Более того, сопротивление Танзании союзу с какой-либо сверхдержавой во времена холодной войны и продолжающийся акцент на освобождении юга Африки создали враждебность по отношению к Западу. В 1970 году Китай стал основным поставщиком военной помощи вооружённым силам Танзании и крупнейшим двусторонним источником помощи в целях развития. 
Бенджамин В. Мкапа, бывший президент Объединённой Республики Танзания, охарактеризовал отношения Танзании и Китая как «вышедшие за пределы традиционных контактов правительств и распространившиеся на сотрудничество между людьми до такой степени, что народы Танзании и Китая называют друг друга «рафики», что на суахили означает «друг».

## Экономическое положение Танзании
В период после обретения независимости Танзания унаследовала колониальную рыночную экономику, где в 1961 году на долю сельского хозяйства приходилось 59% ВВП по сравнению с другими секторами экономики, такими как транспорт, строительство, горнодобывающая промышленность, торговля, услуги, производство и т. д., что значительно повлияло на сбор налогов. 1967–1985 годы считаются эрой Уджамаа, введённой правящим классом Танзании; Уджамаа — это форма африканского социализма, которая создаёт общество на социалистических принципах без конфликтов и эксплуатации. Эта социалистическая идеология была сосредоточена на борьбе с бедностью, создании эгалитарного общества, уверенности в своих силах и справедливости распределения, главным образом посредством национализации и деревенизации. Национализация привела к тому, что экономика стала контролироваться государством, поскольку все частные предприятия стали государственной собственностью, включая банки, производственные компании, мукомольные, горнодобывающие и все другие крупные предприятия. Деревенизация была задумана как программа развития сельских районов, которая собирала людей, живущих в малонаселённых районах, для работы в общинных фермах, построения самообеспеченности и коллективного повышения уровня жизни. После эпохи Уджамаа в 1986 году начался этап I реструктуризации, который включал либерализацию обмена и торговли, либерализацию сельскохозяйственного сектора и реализацию различных реформ государственной службы. Фаза II реструктуризации произошла в 1996 году с широкой приватизацией, либерализацией финансовой системы, разработкой рыночно-ориентированных экономических и нормативных реформ, торговыми реформами, изменениями в денежно-кредитной и фискальной политике и финансированием со стороны иностранных доноров.

## Внешняя политика Китая в рамках инициативы «Пояс и путь»
Современное экономическое и инфраструктурное сотрудничество между Танзанией и Китаем тесно связано с китайской инициативой «Пояс и путь». В 2013 году Китай расширил свою инициативу «Пояс и путь» как форму внешней политики, в основном для создания сухопутной сети инфраструктуры для лучшего продвижения китайской торговли и дальнейшей экономической интеграции с другими регионами мира, с особым акцентом на Восточную Африку, Азию, и Восточную Европу. Инициатива включает в себя строительство и финансирование железных дорог, автомагистралей, электросетей, газо- и нефтепроводов, телекоммуникационной инфраструктуры, промышленных парков, особых экономических зон, судоходных объектов, информационных технологий, секторов альтернативной энергетики и т. д. Правительство Китая и китайские компании координируют эти усилия с заинтересованными сторонами в Танзании посредством соглашений о свободной торговле, щедрых кредитных линий и других мер, направленных на создание благоприятной инвестиционной среды для иностранных инвесторов.

## Экономические связи
С самого начала двусторонних отношений Китай оказывал Танзании помощь в различных программах экономической помощи. Самым заметным проектом ранней помощи была железная дорога ТАНЗАМ, построенная с 1970 по 1975 год при финансовой, рабочей и технической помощи Китая. Железная дорога протяжённостью 1860 км соединяет не имеющую выхода к морю Замбию с Дар-эс-Саламом. Китайское правительство направило около 56 000 рабочих и с тех пор продолжает оказывать помощь железной дороге. С 2000 по 2011 год в Танзании было выявлено около 62 китайских официальных проектов финансирования развития, согласно различным сообщениям СМИ. Эти проекты варьируются от усилий китайского правительства по созданию Банка сельскохозяйственного развития Танзании до кредита в размере 400 миллионов долларов США, чтобы помочь облегчить финансовые проблемы угольной шахты Кивира и строительства Олимпийского стадиона Бенджамина Мкапы, названного Национальным стадионом. В 2020 году Танзания погасила кредит в размере 10 миллиардов долларов, который был частью инициативы «Один пояс, один путь».

### Горнодобывающая промышленность
В сентябре 2011 года китайская компания Sichuan Hongda Co. подписала соглашение с Танзанией о добыче железной руды и угля; стоимость совместного предприятия с Национальной корпорацией развития Танзании превышает 3 миллиарда долларов США. Проект предоставил танзанийцам доступ к соглашениям с правительством Китая, включая финансирование газопроводов, строительство электростанций, а также модернизацию порта, железной дороги и прочих дорог. Эти минеральные ресурсы сосредоточены в районах, удалённых от побережья, что создает инфраструктурные и логистические проблемы, которые сдерживают экономическую деятельность, например торговлю. Это очевидно из того, что геологоразведочные компании и их горнодобывающие партнёры рассматривают крупные проекты в Южной и Восточной Танзании, называя инфраструктуру основным сдерживающим фактором для инвестиций. Горнодобывающим компаниям необходимы инфраструктурные сети, способные выдерживать большие тоннажные нагрузки, которые, как правило, отсутствуют и не имеют поддержки и инвестиций со стороны заинтересованных сторон в государстве. Тем не менее, Центральный коридор развития занимается серьёзным планированием улучшения инфраструктуры в северо-западном регионе добычи золота и в регионах месторождений никеля и железной руды вдоль границ с Руандой и Бурунди. Институциональная инфраструктура доступна через Центральный коридор транзитного транспорта, который обслуживает и регулирует дороги, но мало что сделал для улучшения железнодорожных и энергетических сетей.

### Информационные и коммуникационные технологии
Китайские финансовые институты и технологические компании поддержали телекоммуникационную революцию в Танзании 1990-х и 2000-х годов. В феврале 2009 года была запущена Национальная широкополосная волоконно-оптическая магистраль ИКТ Танзании (NICTBB) для предоставления информационно-коммуникационных услуг с большей пропускной способностью по более доступным ценам, чтобы сделать Танзанию цифровым центром Восточной Африки. Проект финансировался за счёт кредита Экспортно-импортного банка Китая на сумму 264 миллиона долларов США и был реализован Китайской международной телекоммуникационной строительной корпорацией (CITCC) и Huawei. В 2010 году была запущена фаза II проекта NICTBB с дополнительным кредитом в размере 100 миллионов долларов США от китайского Эксим банка с условием, что для проекта будут использоваться китайские поставщики и оборудование; поэтому партнёрство с CITCC и Huawei продолжилось. Проект используется для снижения затрат на связь, продвижения электронного обучения, электронного здравоохранения, электронной коммерции, электронного правительства, а также содействия развитию науки и технологий.

## Инфраструктурные проекты

### ТАНЗАМ
Железная дорога Танзания-Замбия (ТАНЗАМ) — это железная дорога длиной 1860 км от Дар-эс-Салама, Танзания, до Капири-Мпоши, Замбия, которая свяжет Центральную и Южную Африку с Восточной Африкой для содействия торговле, туризму и межгосударственному сотрудничеству. 5 сентября 1967 года Китай, Танзания и Замбия подписали первое соглашение о железной дороге, что стало началом официального обязательства Китая по проекту, согласно которому они согласились предоставить техническую и профессиональную рабочую силу, необходимую для каждого этапа строительства. К 1970 году Китай официально согласился профинансировать проект, предоставив беспроцентный кредит в размере 401 миллиона долларов, поровну разделённый между Танзанией и Замбией. Кредит подлежал погашению в течение 30 лет с 5-летним льготным периодом и требовал, чтобы выплаты производились в валюте третьих сторон или за счёт экспорта двух стран. Железнодорожный проект, реализованный Китайской инженерно-строительной компанией, включал строительство 320 мостов, 22 туннелей и 2225 водопропускных труб вдоль пути следования поездов и требовал дополнительного финансирования со стороны Китая для покрытия затрат на электроэнергию, подвижной состав, стальные рельсы, сигнальное оборудование, цемент, станции, тренировочную школу, мастерские и другую сопутствующую инфраструктуру. С 2010 года Китай продолжает оказывать техническую и финансовую поддержку ТАНЗАМ, финансируя и модернизируя железную дорогу для достижения повышенной эксплуатационной эффективности и удовлетворения растущего пассажирского и торгового спроса.

### Мост Единства
Понте-да-Унидад/Умоджа, также известный как Мост единства, представляет собой мост длиной 720 метров, соединяющий Танзанию с Мозамбиком через реку Рувума. Китайская геоинжиниринговая корпорация реализовала проект при финансовой поддержке правительств Танзании и Мозамбика, общая стоимость проекта составила 26,8 миллиона долларов США. Мост, открывшийся в мае 2010 года, снижает затраты бизнеса в регионе, обеспечивая более доступный маршрут для торговли и путешествий между Южной Африкой и Восточной Африкой.

### Национальный стадион
В 2007 году Пекинская инженерно-строительная группа завершила строительство Танзанийского национального стадиона, расположенного в Дар-эс-Саламе. Стоимость нового стадиона оценивалась более чем в 60 миллионов долларов, при этом правительство Танзании внесло более половины общего финансирования проекта. Стадион считается ещё одним знаковым достижением в китайско-танзанийских отношениях, и об этом заявил бывший премьер-министр Китая Вэнь Цзябао, подчеркнув высокое качество строительства и важность сотрудничества двух стран во время своего визита сюда в 2006 году. 

### Порт Багамойо
Багамойо — это территория специальной экономической зоны, управляемой Китаем, с мегапортом, построенным компанией China Merchants Ports Holdings. В 2012 году правительство Танзании, Оман и China Merchants Ports Holdings пришли к соглашению по флагманскому проекту инициативы «Пояс и путь» с общим объёмом инвестиций более 10 миллиардов долларов США. Помимо самого порта, участок площадью 3000 гектаров свяжет новую железную дорогу Танзании стандартной колеи и железную дорогу Танзания-Замбия. Однако проект столкнулся с рядом проблем, в том числе в 2016 году, когда проект был ненадолго отложен.

### Международный аэропорт в Занзибаре
В январе 2011 года китайская компания Beijing Construction Engineering Group начала модернизацию международного аэропорта Занзибара в Танзании, отремонтировав терминал 2 и построив терминал 3. Правительство Танзании получило финансирование в размере 70 миллионов долларов США от Эксим банка Китая для поддержки проекта, который, по прогнозам, будет обеспечивать поездки 1,5 миллиона пассажиров ежегодно. Помимо расширения воздушного транспорта для пассажиров, проект также улучшает воздушные перевозки грузов на Занзибар и обратно за счёт создания безопасного и надёжного аэропорта для больших самолётов и большого объёма рейсов.

## Китайские управленческие анклавы
Анклавы — это отдельные территориальные, культурные или социальные единицы, заключённые в границах иностранной территории. В Танзании сформировались своеобразные китайские анклавы, о чём свидетельствует то, что китайские рабочие не осмеливаются въезжать в местное сообщество, посещать местные развлекательные мероприятия или знакомиться с культурой вне работы, что часто является политикой компании. Китайские анклавы были сформированы в первую очередь из-за языкового барьера, поскольку китайские менеджеры старшего поколения часто не говорят по-английски, а молодые менеджеры испытывают трудности с танзанийским английским с сильным акцентом. Кроме того, очень немногие китайские рабочие говорят на бембе, языке медного пояса Восточной Африки, или суахили, национальном языке Танзании.

## Реакция Танзании на события в Гонконге
Танзания вошла в число африканских стран, выразивших поддержку правительству Китая во время протестов в Гонконге в 2019—2020 годах:41. В октябре 2019 года главный представитель правительства Танзании заявил, что страна поддерживает политику Китая «одна страна, две системы», что правительство Гонконга использует наилучший подход к ситуации и что другие страны должны поддержать Китай:41.

## Военное сотрудничество
Танзания является одним из важнейших военных партнёров Китая в Африке:218. Ежегодно Танзания отправляет значительное количество офицеров и сержантов на обучение в Китай:239.
В 1972 году Международный институт стратегических исследований (IISS) оценил армию Народных сил обороны Танзании численностью в 10 000 человек, с четырьмя пехотными батальонами, 20 Т-59, 14 китайскими лёгкими танками Т-62, несколькими БТР-40 и БТР-152, советской полевой артиллерией и китайскими миномётами. 
Китай впервые начал подготовку танзанийских пилотов в начале 1970-х годов:239. Он продолжал поддерживать подготовку ВВС Танзании как минимум до 2023 года:239.
Война между Угандой и Танзанией произошла в 1978–1979 годах, в ходе неё на африканском континенте произошло первое танковое сражение между китайскими танками Танзании и советскими танками Ливии.
В 1992 году IISS насчитал в армии, среди прочего, 30 китайских основных боевых танков Тип 59 и 32 основных боевых танка Т-54/55.

## Сотрудничество в сфере медицины
В ходе своей медицинской миссии в Африку в 2017 году госпитальный корабль ВМС Народно-освободительной армии «Ковчег мира» отправился в Танзанию, где оказал помощь 6421 танзанийскому пациенту:284.

## Постоянные дипломатические миссии
- У Китая есть посольство в Дар-эс-Саламе и генеральное консульство на Занзибаре[23].
- Танзания имеет посольство в Пекине и генеральное консульство в Гуанчжоу[24].